# Sostanza corrosiva

Simbolo di pericolo associato a sostanze corrosive, definito dalla norma ISO 7010.

Una sostanza viene definita corrosiva, o caustica, quando distrugge o danneggia in maniera irreversibile un materiale con cui viene a contatto. 

## Effetti sulla materia vivente
Le sostanze corrosive comprendono gli acidi o gli alcali forti oppure soluzioni concentrate di acidi e basi deboli, ma anche dalla combinazione di una di queste sostanze con altre, come la soluzione piranha. I danni maggiori per la salute possono verificarsi in seguito ad ingestione, inalazione, contatto con occhi, mucose, epidermide e derma. Il risultato è un'ustione chimica. Provocano distruzione locale dei tessuti, esternamente o internamente, e cioè “bruciano” la pelle o, ad esempio, il rivestimento dello stomaco. Queste sostanze determinano infatti l'idrolisi dei grassi e la denaturazione delle proteine e reazioni di idratazione che essendo esotermiche possono provocare un'ustione termica e non solo chimica. 
Una sostanza corrosiva, se diluita, ha una minore attività chimica e se non presenta effetto lesivo tissutale viene denominata irritante. Tuttavia la capacità di continuare a provocare danno tissutale dipende dal tempo di esposizione alla sostanza e il tipo di tessuto coinvolto. La pelle è generalmente meno sensibile all'azione di sostanze corrosive diluite mentre dev'essere evitato il contatto con occhi e mucose.
Se la vittima vomita, spesso il vomito è frammisto a sangue. I corrosivi comuni sono l'acido cloridrico o muriatico, l'acido fenico, perossido d'idrogeno, acido nitrico, il dicloruro di mercurio e l'ammoniaca.
L'ingestione di corrosivi può indurre gravi conseguenze, inclusi gravi danni al tratto gastrointestinale, che possono portare a vomito, forti dolori di stomaco e morte.

### Danno da inalazione di vapori[16][17]
- broncospasmo
- tosse
- dispnea
- edema polmonare acuto
- polmonite chimica
- ipocalcemia
- vomito
- morte

## Effetti sulla materia non vivente
La corrosione di materia non vivente (ad esempio superfici metalliche) è un processo distinto.

## Tipi comuni
Le sostanze chimiche corrosive comuni sono classificate in:
- Acidi[20]
  - Acidi forti[21]: i più comuni sono l'acido solforico[22], l'acido nitrico[12] e l'acido cloridrico[8] (rispettivamente H2 SO4, HNO3 e HCl).
  - Alcuni acidi deboli concentrati, ad esempio acido formico[23], acido acetico[24] e acido fosforico[25]
  - Acidi di Lewis[26] forti come cloruro di alluminio[27], anidro[28] e trifluoruro di boro[29]
  - Acidi di Lewis con reattività specifica; ad esempio, soluzioni di cloruro di zinco[30]
  - Acidi estremamente forti (superacidi[31])
- Basi[21]
  - Caustici o alcali, come idrossido di sodio[32], idrossido di potassio[33] e idrossido di calcio[34]
  - I metalli alcalini in forma metallica (ad es. sodio elementare) e gli idruri di metalli alcalini e alcalino terrosi, come l'idruro di sodio[35], funzionano come basi forti e idratano per fornire sostanze caustiche[36]
  - Basi estremamente forti (superbasi) come alcossidi, ammidi metalliche (es. sodio ammide) e basi organometalliche come il butillitio[37]
  - Sali completamente alcalinizzati di acidi deboli come il fosfato trisodico[38]
  - Alcune basi deboli concentrate, come l'ammoniaca quando anidra o in una soluzione concentrata[14][39]
- Agenti disidratanti come anidride fosforica[40][41], ossido di calcio[42], cloruro di zinco[43] anidro, anche metalli alcalini elementari
- Forti ossidanti come il perossido di idrogeno concentrato[11]
- Alogeni elettrofili: fluoro elementare, cloro[44], bromo[45] e iodio[46], e sali elettrofili come ipoclorito di sodio[47] o composti N-cloro come cloramina-T[48]; gli ioni alogenuri non sono corrosivi, ad eccezione del fluoruro[49]
- Alogenuri organici e alogenuri acidi organici come cloruro di acetile e cloroformiato di benzile[50]
- Anidride acetica[51]
- Agenti alchilanti come il dimetilsolfato[52]
- Alcuni materiali organici come il fenolo ("acido fenico")[10]
- Gas corrosivi (Ossidi di Azoto - NOx), ad esempio monossido di azoto (NO)[53], diossido di azoto (NO2)[54] e triossido di diazoto (N2O3)[18]

## Galleria d'immagini

Formula di struttura dell'acido solforico
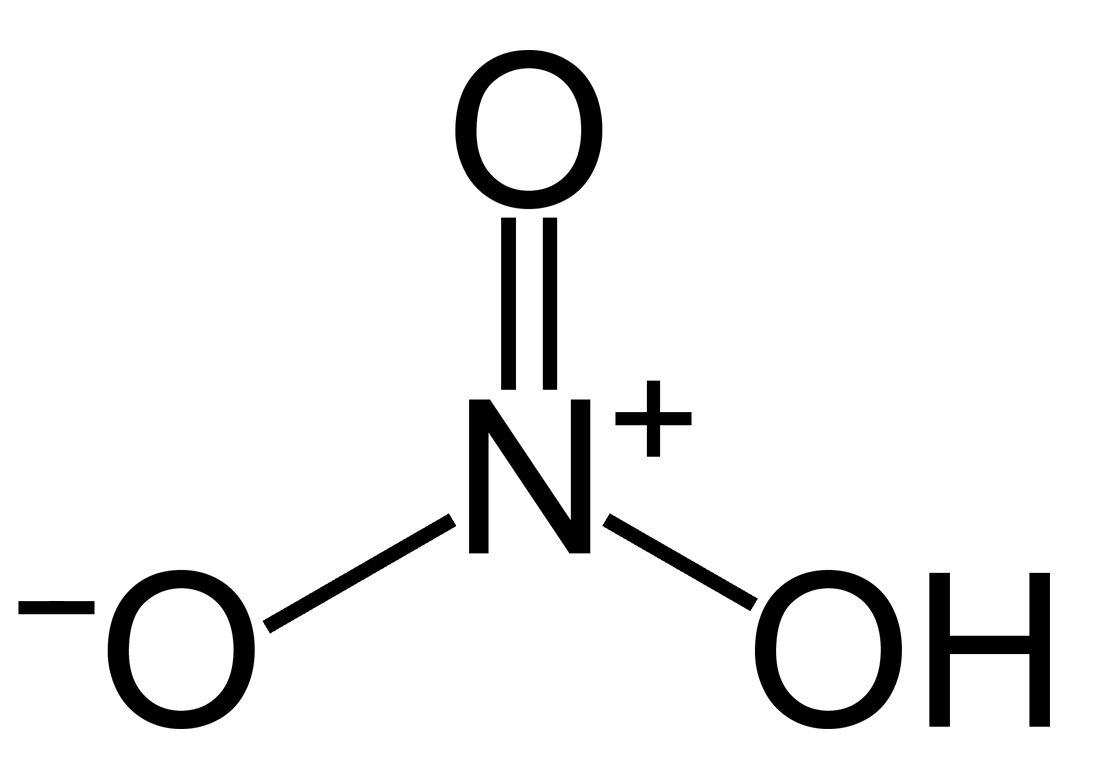
Formula di struttura dell'acido nitrico
Formula di struttura dell'acido cloridrico
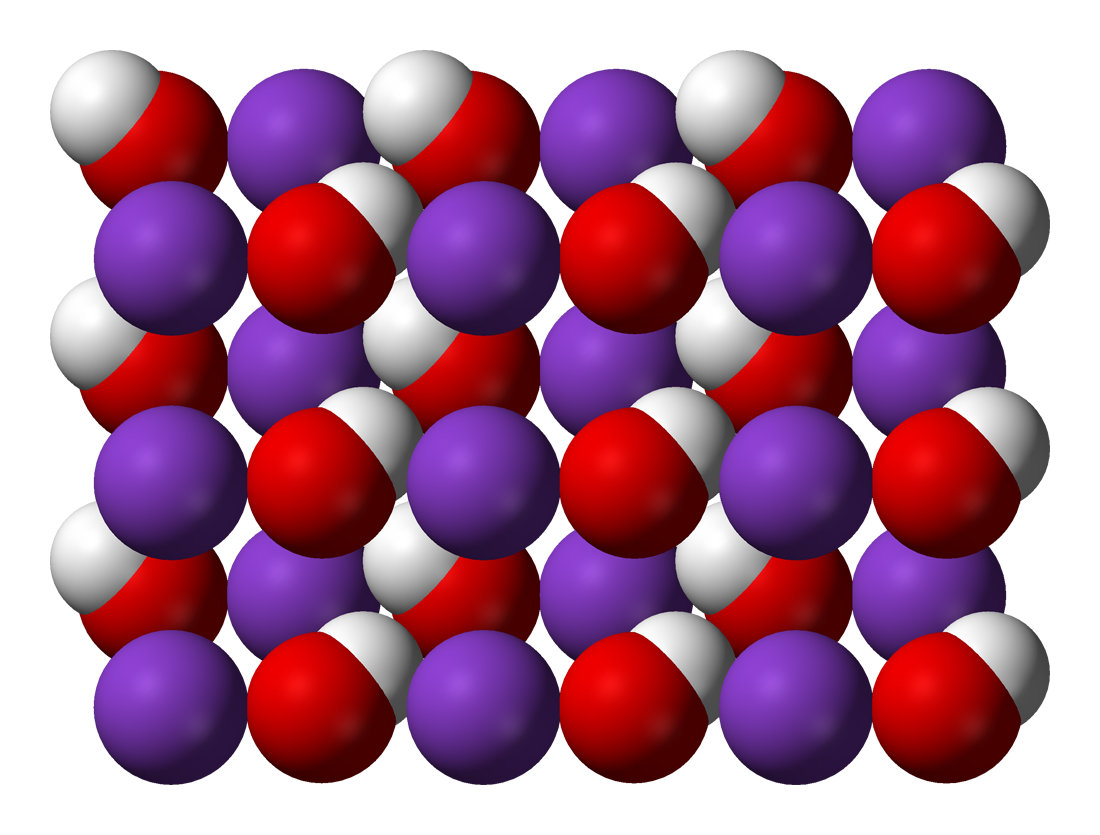
Idrossido di potassio, KOH.
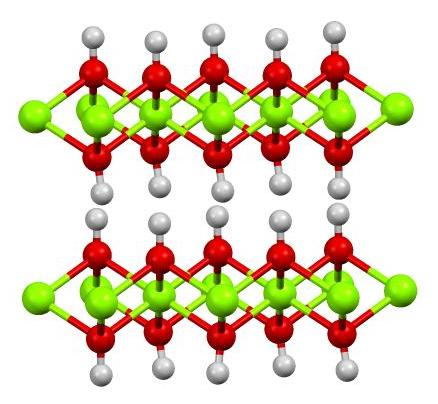
Struttura di Mg(OH)2, idrossido di calcio
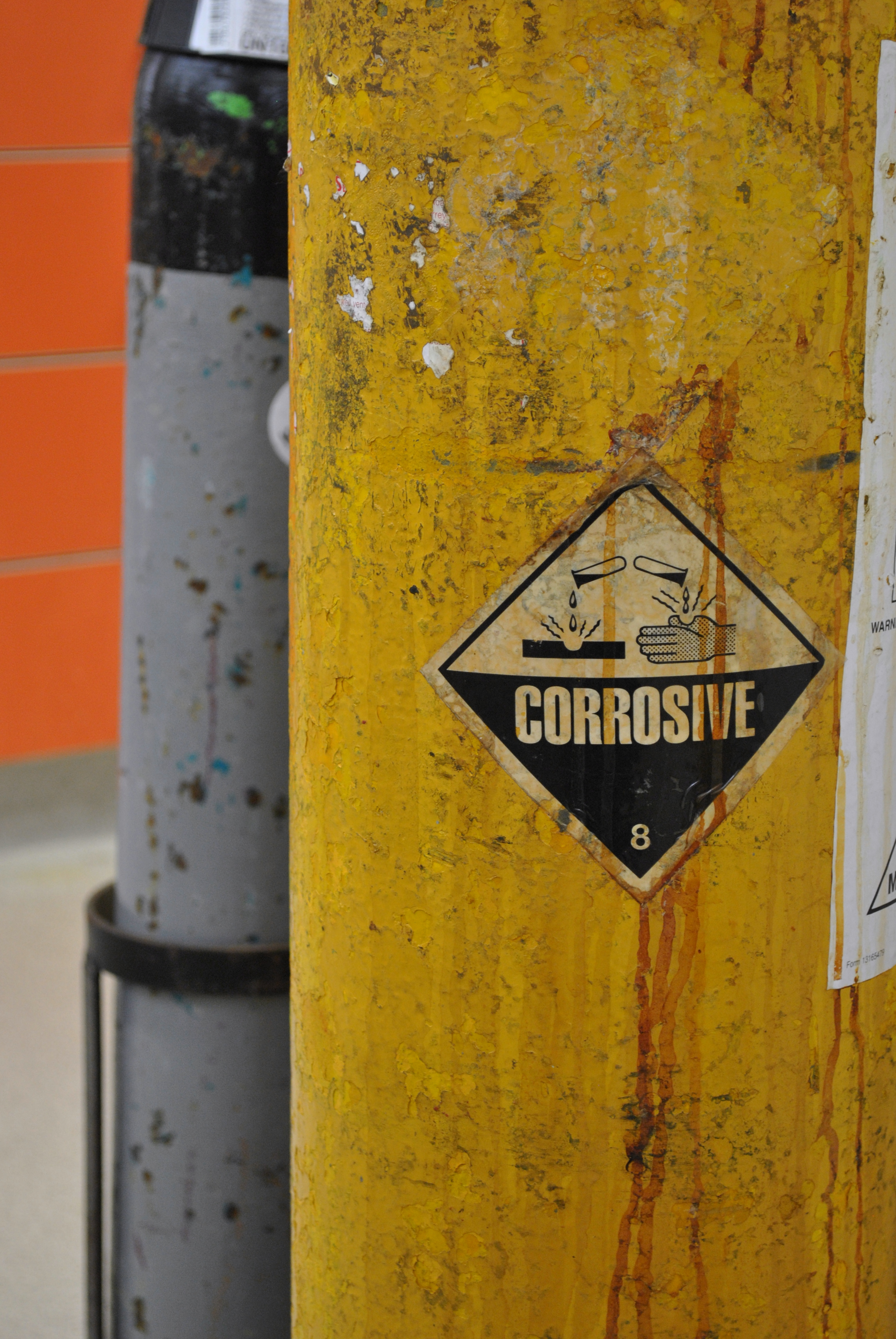
Simbolo di avvertenza su un'etichetta di un contenitore contenente una sostanza corrosiva
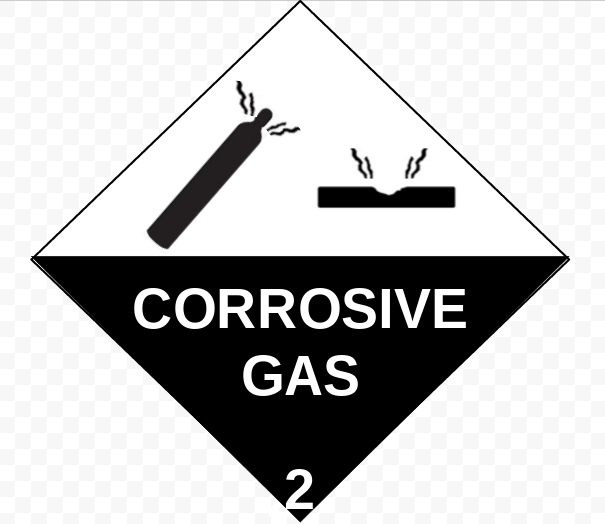
Simbolo di avvertenza (gas corrosivo)
Formula di struttura del fenolo